# بخش یرشیچسکی
بخش یرشیچسکی (به لاتین: Yershichsky District) یک منطقهٔ مسکونی در روسیه است که در استان اسمولنسک واقع شده‌است.